# Cobla Popular
La Cobla Popular és una agrupació musical barcelonina fundada el 1925 per Jaume Panadès i els germans Josep i Juli Grivé, amb l'objectiu de difondre l'ampli repertori de la música per a cobla. Durant tots aquests anys, ha acompanyat les actuacions de molts dels esbarts de Barcelona, i ja l'any 1972 va participar en la primera edició de la Sardana de l'Any.
Aquesta agrupació musical s'ha especialitzat des de bon començament en les ballades clàssiques de sardanes que van proliferar a començament del segle xx. El gènere musical que interpreta és bàsicament el de la sardana llarga, que es pot executar segons l'estil empordanès o l'estil manresà. L'audició es fixa en sis sardanes si són d'estil empordanès i en nou si es fan seguint l'estil manresà.
El repertori de sardanes que interpreta va des de les històriques d'autors com ara Enric Morera o Vicenç Bou, fins a les de concert, compostes per Juli Garreta o bé per autors més actuals, com ara Jordi Molina o Joan Jordi Beumala. Un altre camp dins la musica per a cobla és la interpretació de peces vuitcentistes dels balls de festa major, com ara polques, masurques i valsos. A més, també ha interpretat obres de concert en format de sardana i en format lliure, entre les quals el poema simfònic «Puigsoliu» de Joaquim Serra.
La temporada 2017 ja no figuren pràcticament cap mena d'activitat en la seva agenda d'actuació, i la trajectòria dels últims cinc anys, era un descens important d'actuacions, sumat a la manca de relleu i dificultats en la substitució dels músics que plegaven o es jubilaven. Actualment no consta que tingui actualitat regular ni que ofereixi cap actuació pública.